# Libera San Marino
Die Libera San Marino (LSM, deutsch Freies San Marino) ist eine am 14. November 2020 gegründete und seitdem aktive politische Partei in San Marino.

## Geschichte
Libera wurde am 14. Oktober 2019 als Koalition gegründet und gewann bei den Parlamentswahlen 2019 zehn der sechzig Sitze im Consiglio Grande e Generale. Am 14. November vereinten sich dann die einzelnen Mitgliedsparteien zu einer Gesamtpartei.

## Wahlergebnisse
| Jahr | Wahl                | Stimmenanteil | Sitze   |
| ---- | ------------------- | ------------- | ------- |
| 2019 | Parlamentswahl 2019 | 16,49 %       | 10/60 1 |
| 2024 | Parlamentswahl 2024 | 15,75 %       | 10/60 2 |